# تاملين توميتا
تاملين نومي توميتا (باليابانية: タムリン・トミタ) هي ممثلة ومغنية يابانية أمريكية ولدت في يوم 27 يناير 1966 في أوكيناوا في اليابان، مثلت في عدة أفلام أشهرها فتى الكاراتيه الجزء الثاني في سنة 1986 و Come See the Paradise في 1990 وفيلم 4 غرف في 1995 وفيلم اليوم بعد غد في 2004 وفيلم تيكن في 2009، اشتهرت بظهور في مجلة بيبول.

## وصلات خارجية
- تاملين توميتا على موقع IMDb (الإنجليزية)
- تاملين توميتا على موقع ميتاكريتيك (الإنجليزية)
- تاملين توميتا على موقع ألو سيني (الفرنسية)
- تاملين توميتا على موقع ميوزك برينز (الإنجليزية)
- تاملين توميتا على موقع أول موفي (الإنجليزية)
- تاملين توميتا على موقع قاعدة بيانات الأفلام السويدية (السويدية)
- تاملين توميتا على موقع إن إن دي بي (الإنجليزية)
- تاملين توميتا على موقع قاعدة بيانات الفيلم (الإنجليزية)
- تاملين توميتا على موقع كينوبويسك (الروسية)
- تاملين توميتا على قاعدة بيانات الأفلام على الإنترنت